# Platanus orientalis
Platanus orientalis sau platanul oriental este un arbore foios de mari dimensiuni din familia Platanaceae, care crește până la peste 30 de metri, fiind cunoscut pentru longevitate și coroana bogată. Toamna frunzele sale de un verde intens se pot schimba în roșu sângeriu, chihlimbar și galben.

## Etimologie
Numele speciei înseamnă „estic” (în comparație, platanul „vestic” este numit Platanus occidentalis). Distribuția inițială a platanului estic era din Balcani spre est. Arborele a fost numit platane în istoria și literatura greacă antică și prin nume înrudite în Europa continentală. Este la fel de bine cunoscut în Asia, din Anatolia până în India și numit de obicei chinar sau chenar. Numit și Booyn în limba kashmiră.

## Răspândire
Aria nativă este Eurasia, din Balcani până în Iran și Asia Centrală. Unele relatări extind aria nativă din Peninsula Iberică în vest, Palestina la sud și până în Himalaya în est. Deoarece a fost cunoscută cultivarea sa încă din timpuri străvechi în marjoritatea acestei regiuni, poate fi dificil de determinat dacă este cu adevărat indigen în zonele periferice.

## Descriere

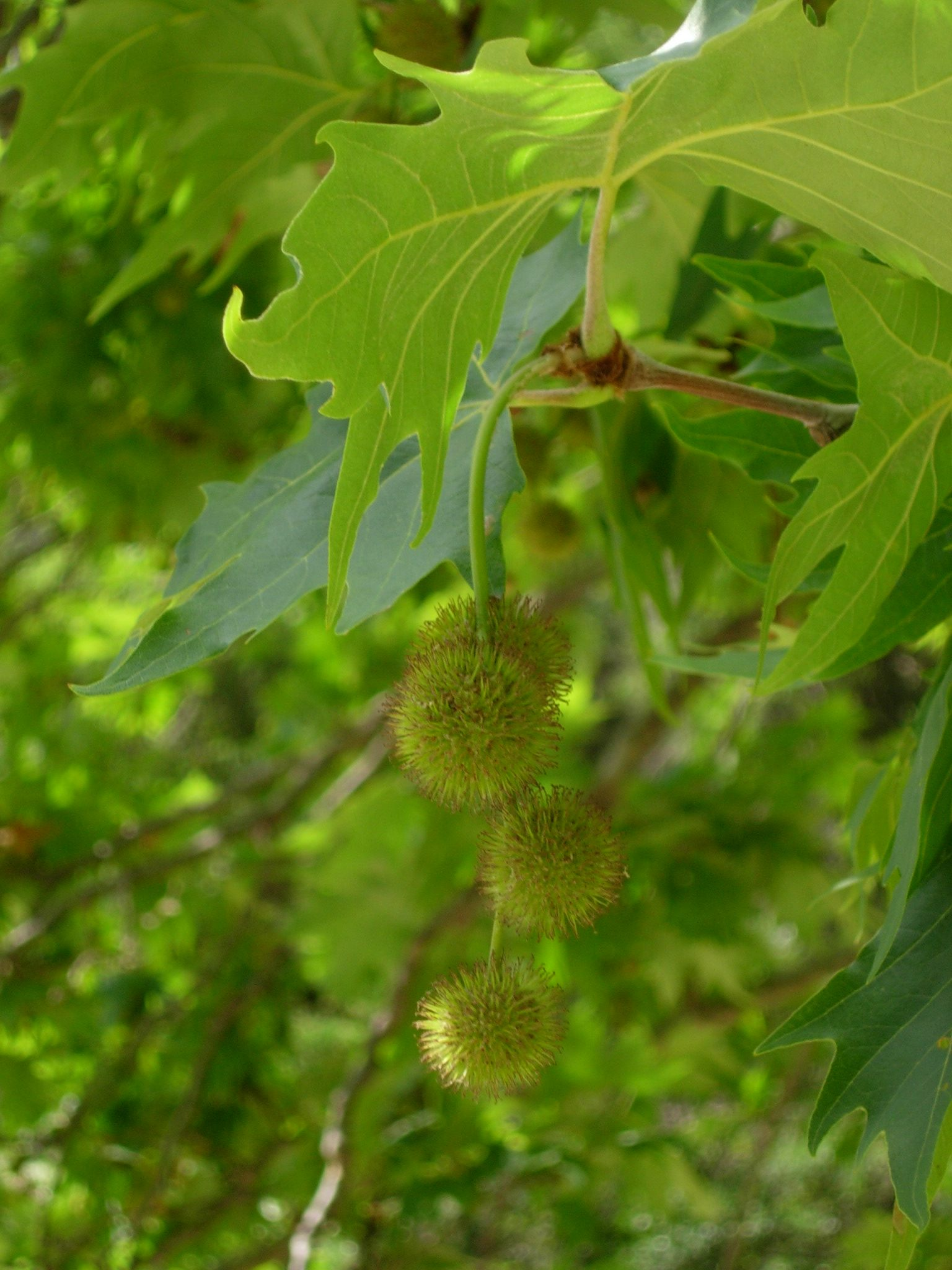
Fructe și frunze de platan oriental

Platanul oriental se găsește în mod natural în zonele fluviale, împreună cu arbori precum arinul, salcia și plopul. Cu toate acestea, este destul de capabil să supraviețuiască și să aibă succes în soluri uscate odată ce s-a stabilit. Poate deveni un copac masiv, existând multe exemplare vechi de sute de ani. Aproximativ zece arbori sunt cunoscuți din trecut și prezent cu un diametru de 4 metri (13 ft) sau mai mult, mai multe exemplare cu un volum în jur de 100 metru cubi (3.500 cu ft) fiind cunoscute.
Ca și la alți platani, frunzele sale sunt așezate alternativ pe ramuri, adânc lobate și palmate sau ca ale arțarului. De obicei, are coaja care se descuamează, însă ocazional nu se descuamează devenind groasă și robustă. Florile și fructele sunt rotunde și asemănătoare cu un ghimpe, în grupuri de două până la șase pe o ramură. Există o variație considerabilă între copacii din sălbăticie, iar acest lucru poate fi complicat de încrucișarea cu platanii londonezi (Platanus x acerifolia), hibrid de P. orientalis cu paltinul american (Platanus occidentalis).

## Cultivare
Arborele poate fi cultivat în majoritatea zonelor temperate, deși îi primesc în mod deosebit verile călduroase. Fiind un arbore foarte mare și vast, cu frunze late și groase care au tendința de a se orienta pe orizontal, este apreciat în special pentru umbra și răcoarea pe care le oferă în timpul sezonului cald.
Crește cel mai bine în sol bogat într-un loc însorit și poate supraviețui bine secetei. Cu toate acestea, arborii tineri apreciază udarea regulată.

## Alte utilizări
Frunzele și coaja au fost folosite medicinal. Din crenguțe și rădăcini era făcută o vopsea pentru țesături. Lemnul este valoros și apreciat pentru mobilierul de interior. De asemenea, frunzele sunt adesea folosite de artiști pentru sculptura în frunze.

## Istorie culturală

### Grecia

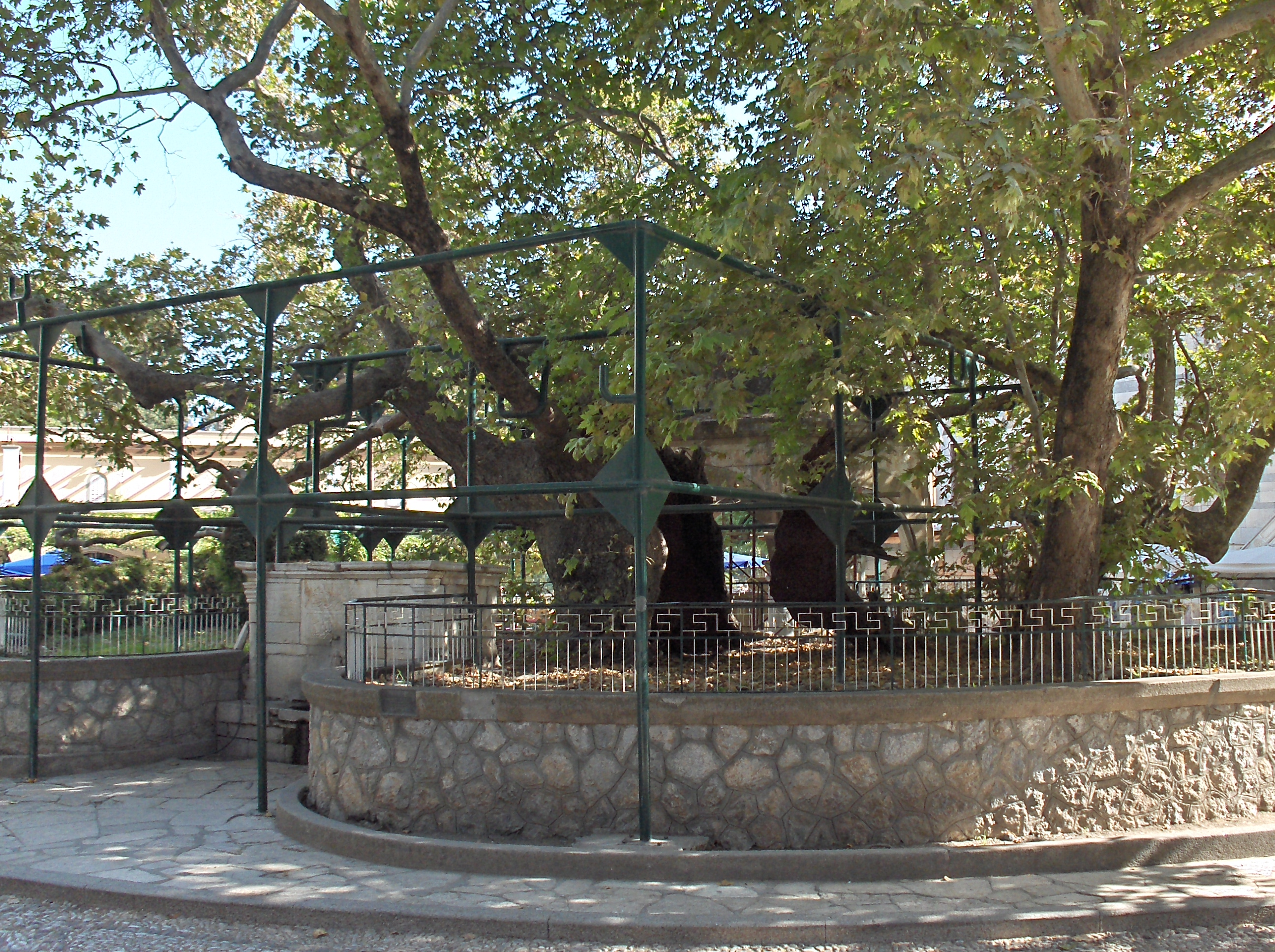
„Arborele lui Hipocrate” din Kos, Grecia, probabil un descendent al originalului.

Arborele lui Hipocrate, sub care Hipocrate — „Părintele medicinei” — a predat la Kos, este reputat că a fost un platan oriental. Un arbore de aproximativ 500 de ani s-ar putea afla în același loc și ar fi putut fi plantat dintr-o succesiune de butași din arborele original. Academia Atenei, în afara Atenei, prezenta un crâng sacru de platani în care studenții ascultau maeștrii și unde, printre alții, peripateticii practicau filozofia.
Multe sate din Grecia prezintă platani în piețele lor principale, adesea găsite alături de ele fiind izvoare de apă care în trecut au servit drept sursă principală de apă pentru săteni; de obicei, aceștia sunt copaci destul de bătrâni, vârsta lor fiind văzută ca un punct de mândrie pentru locuitori. Ocazional, cei mai bătrâni copaci prezintă trunchiuri parțial scobite, cu cavități suficient de mari pentru a oferi oportunități de distracție pentru copiii și adolescenții locali sau vizitatori și chiar servind (împreună cu restul copacului) ca atracții turistice sau cel puțin într-o ocazie ca altar.

### Roma
Istoria naturală a lui Pliniu consemnează progresul spre vest al platanului „introdus printre noi dintr-un climat străin pentru nimic altceva decât umbra lui”, plantat mai întâi la mormântul lui Diomede de pe insula Tremiti, apoi importat în Sicilia greacă de Dionysios cel Bătrân (c. 432-367 î.Hr.), tiran al Siracizei. El a transportat platanii către orașul Rhegium (Reggio di Calabria), unde erau priviți ca marea minune a palatului său, potrivit surselor lui Pliniu. De acolo s-a răspândit până în secolul I d.Hr. până pe pământurile Morini din Galia Belgică. Indiferent de ce ar fi putut fi introdus, arborele a avut utilizări medicinale încă din vechime. Pliniu detaliază 25 de remedii folosind preparate din scoarță, frunze și excrescențe de platan. Pliniu îl prescrie pentru arsuri, mușcături, înțepături, degerături și infecții.
Pliniu continuă să descrie niște platani legendari. A fost unul pe terenul Academiei Ateniene, spune el, care avea rădăcini 50 picioare (15 m) lungime. Licinius Mucianus a ținut un banchet pentru 19 persoane într-un platan gol al Liciei, iar împăratul Caligula altul pentru 15 persoane, plus slujitori, într-o casă în copac (cuib) construită în ramurile unui platan la Velletri.

### Kashmir

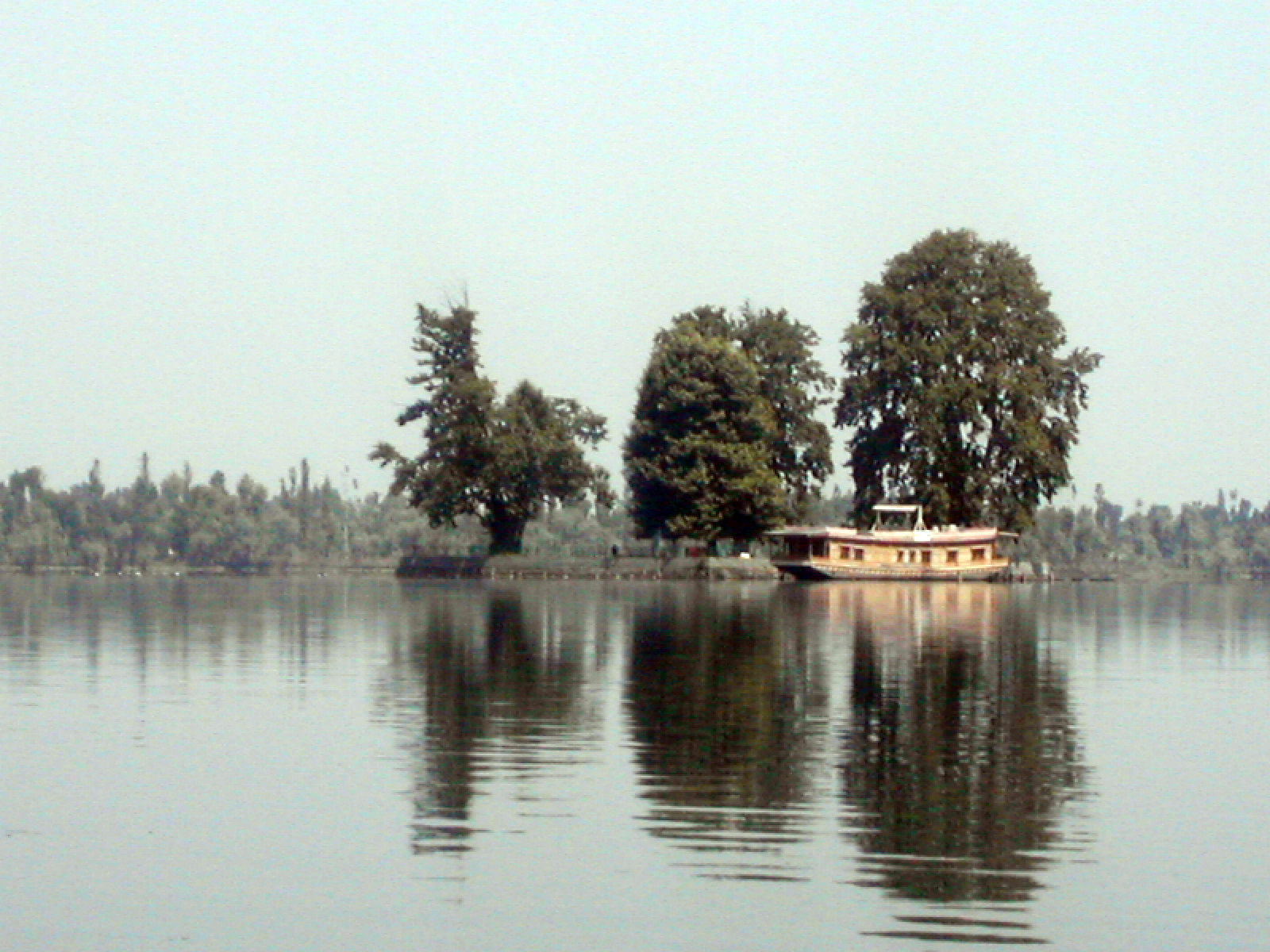
Faimoasa insulă Char Chinar care conține patru arbori chinar pe lacul Dal din Srinagar, Jammu și Kashmir, India

Musulmanii din Kashmir cred că chinarul a fost adus în valea Kashmirului de către predicatorii islamici din Iran în secolul al XIV-lea d.Hr., în timp ce hindușii cașmiri sunt de părere că arborele a fost plantat în mod tradițional lângă locurile sfinte hinduse din Kashmir și este asociat cu zeița hindusă Bhavani. Săpăturile de pe situl arheologic Burzahom au scos la iveală rămășițe de cărbune din Platanus orientalis din perioada neolitică.
După începutul stăpânirii musulmane, în special sub Moguli, chinar a devenit un copac important pentru grădini și peisaje, dominând multe grădini istorice. Este o moștenire vie a Kashmirului, fiind văzut ca un simbol pentru regiune. Este un copac maiestuos care poate fi găsit în peisajul văii, al dealurilor și al orașelor, numit în general booune în kashmiră și chinar în hindustană. Arborele cunoscut pentru eleganța și exuberanța sa a rămas o atracție pentru artiști și cititori. Un copac despre care se crede că a fost plantat în 1374 d.Hr. în satul Chattergam de către un mistic islamic Syed Abul Qaim Hamadani, care l-a însoțit pe Mir Sayyid Ali Hamadani din Iran în Kashmir, este considerat de mulți din Kashmir cel mai vechi arbore chinar supraviețuitor din lume. Plantarea de arbori chinar în Kashmir a fost susținută în mare măsură de către Moguli, iar mai târziu de către dinastia Dogra.
Copacii Chinar sunt tăiați rapid în Kashmir, deși în 2009 a fost adoptată o interdicție pentru a reduce tăierea acestora. Copacii Chinar trebuie acum să fie înregistrați, fiind considerați proprietate de stat și vopsiți în alb la baza acestora. Naseem Bagh, o grădină Mogulă de lângă Srinagar, cu peste 700 de copaci chinar, a fost dezvoltată ca un parc de patrimoniu chinar de către Universitatea din Kashmir.

### Regatul Unit
În 2011, un exemplar plantat de Capability Brown la Corsham Court din Wiltshire a fost identificat de către The Tree Register of the British Isles drept copacul cu cea mai mare răspândire cunoscută în Regatul Unit.
Un exemplar care datează cel puțin din 1762 este unul dintre cei treisprezece „Arbori de patrimoniu” din Kew Gardens.
Grădina Pococke de la Christ Church, Oxford conține un exemplar, cunoscut sub numele de Arborele Pococke, despre care se crede că a fost plantat de Edward Pococke din semințe pe care le-a cules în 1636 la Alep. Cu o circumferință de aproximativ 9 metri, este cel mai vechi din Marea Britanie.

## Galerie

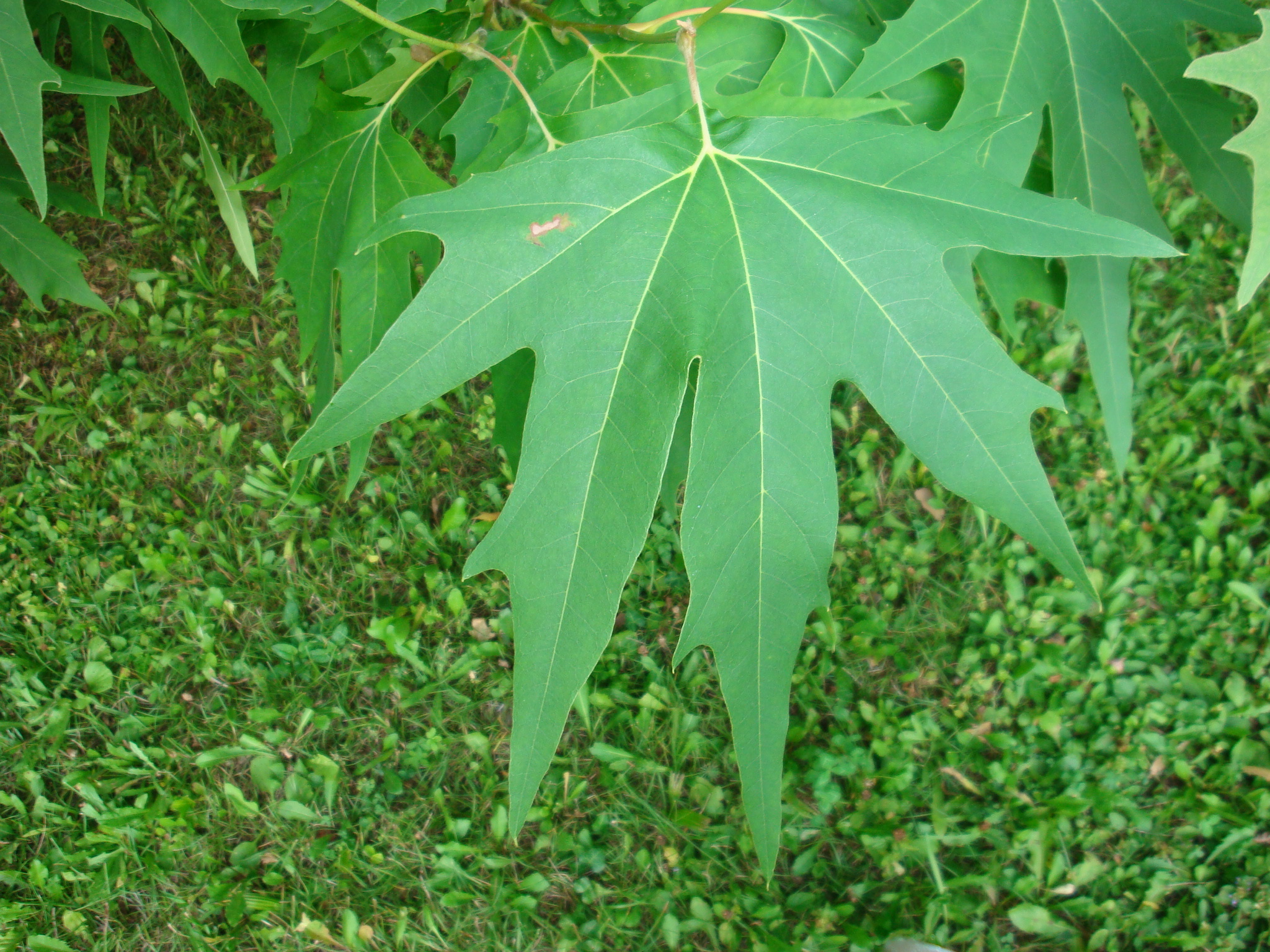
Frunziș
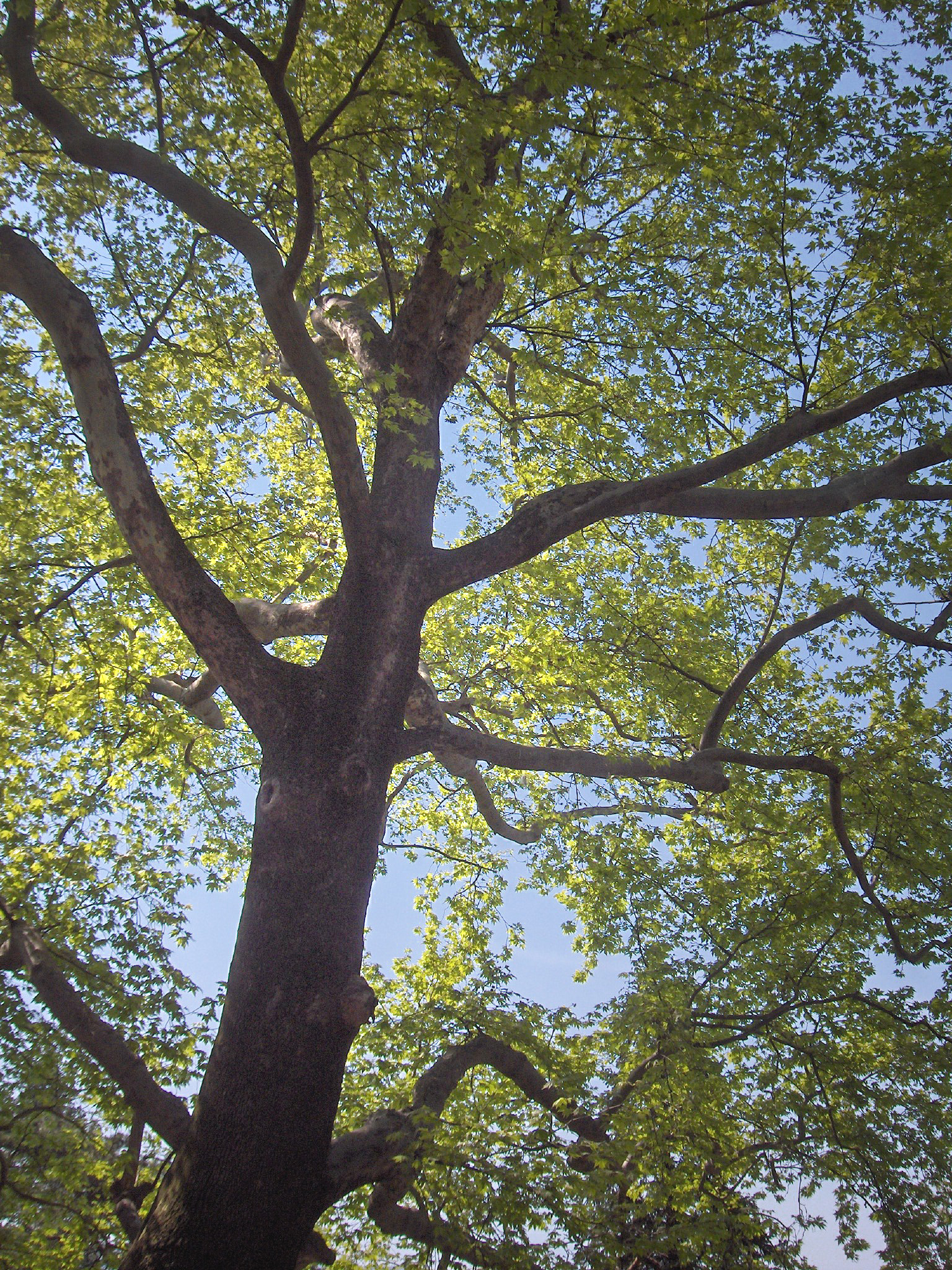
Bursa, Turcia
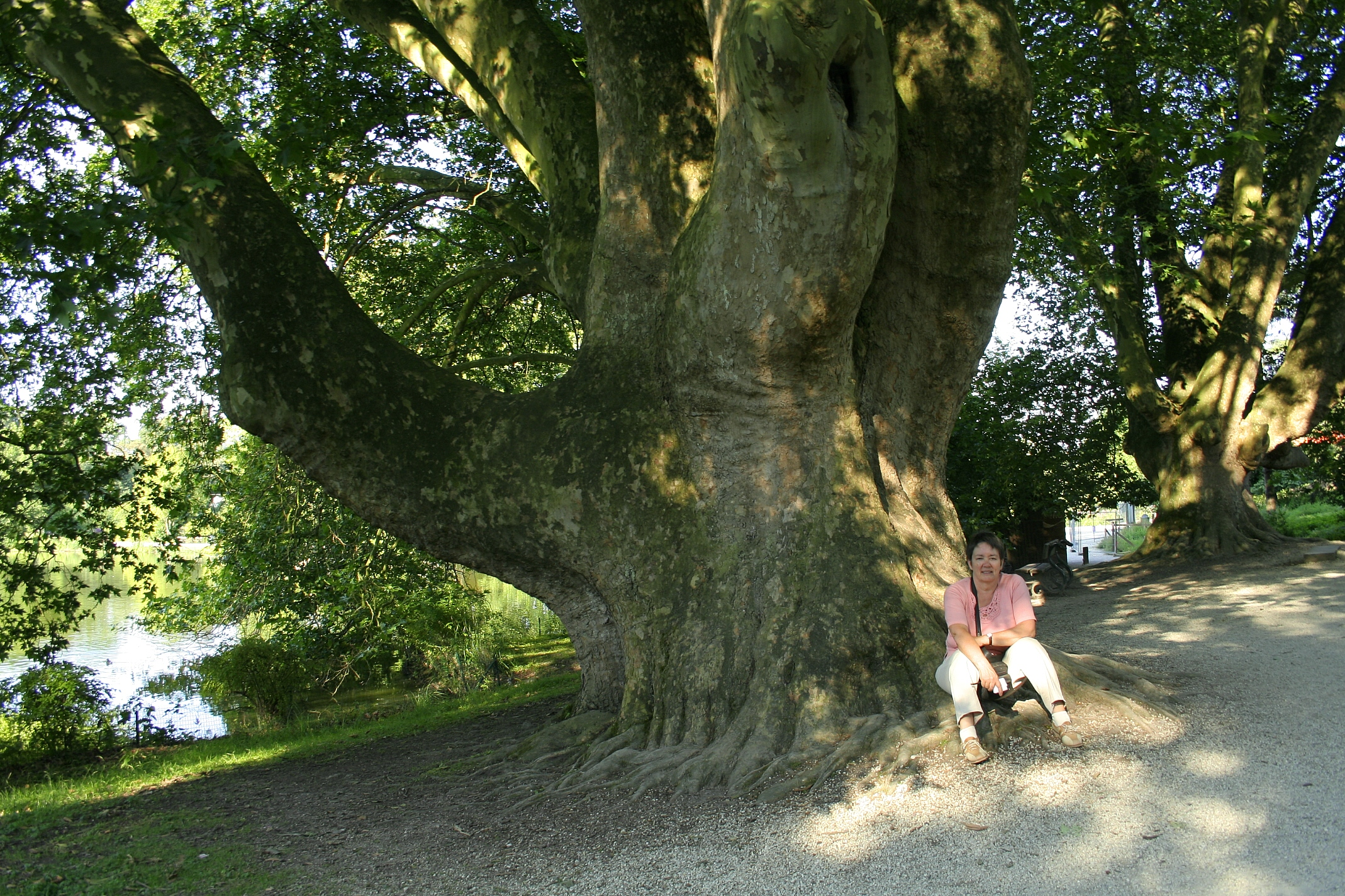
Parcul Cambron-Casteau, Belgia
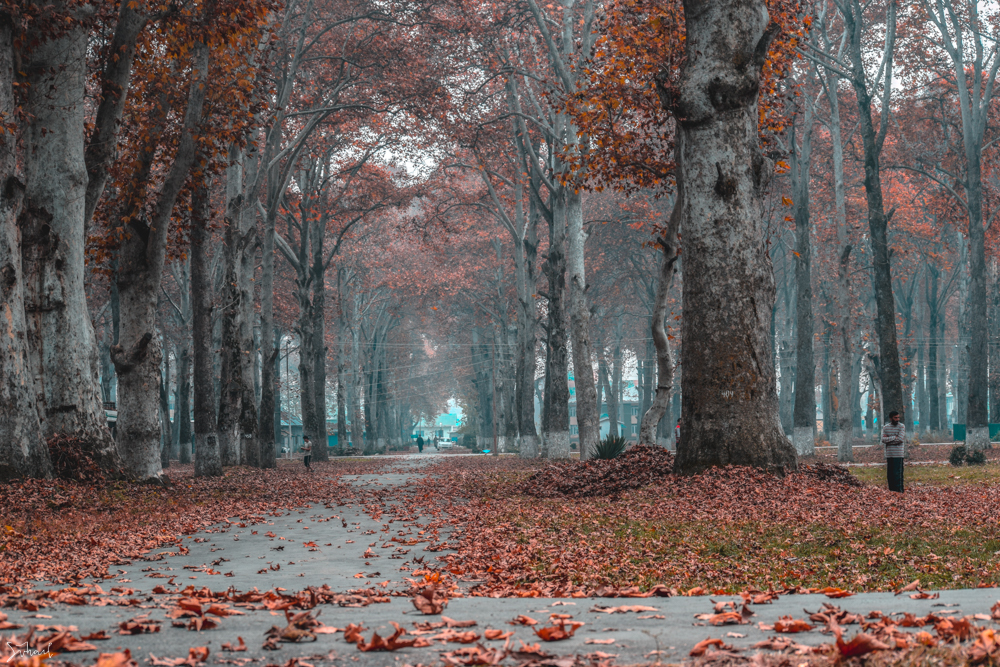
Chinar la Universitatea Kashmir din Srinagar, Jammu și Kashmir în timpul toamnei
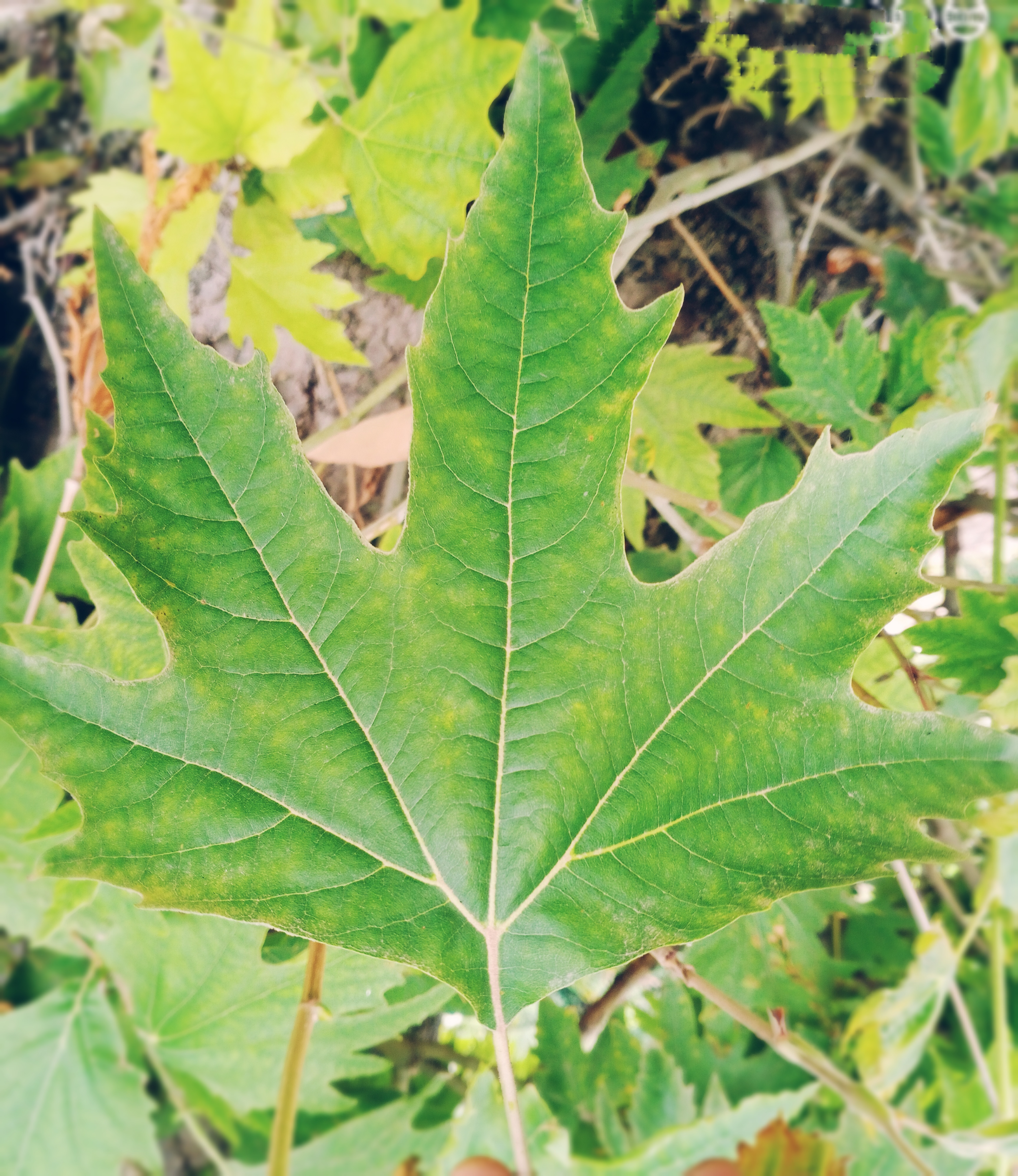
Frunza de Platanus Orientalis (Kashmir)
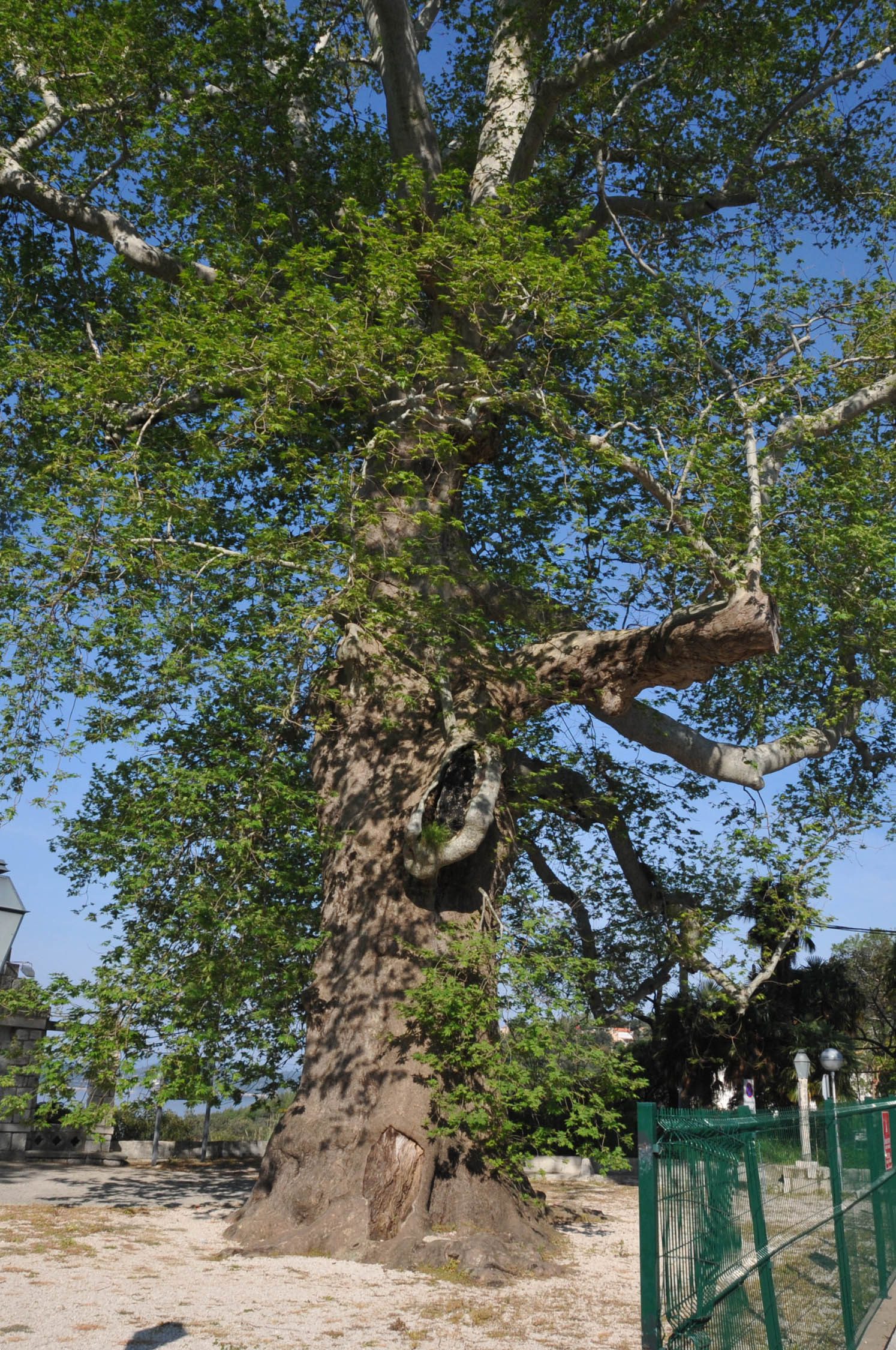
Platanul Tresteno, cu 3,8 m în diametru la înălțimea pieptului, unul dintre platanii orientali cu cel mai mare volum.